# Gallot
Gallot fou un grup artístic avantguardista català creat a Sabadell, el 1960. Era integrat per Antoni Angle, Llorenç Balsach i Grau, Joan Josep Bermúdez, Alfons Borrell, Manuel Duque, Josep Llorens Baulés, Joaquim Montserrat Camps, Lluís Vila Plana i, ocasionalment, Gabriel Morvay. Va defensar la realització d'obres d'art col·lectives basades en l'automatisme gestual -l'origen inicial es troba en el surrealisme i el seu antecedent immediat en el moviment de l'action painting nord-americà-. La seva tasca va ser recolzada per la revista Riutort, de Sabadell, la galeria barcelonina Mirador i el crític d'art Alexandre Cirici i Pellicer.

## Història
A l'inici dels anys seixanta, en plena dictadura franquista, conflueixen a la ciutat de Sabadell una sèrie d'inquietuds en la pràctica de l'art que desencadenaran en un gest efímer de revolta anomenat Gallot. Diverses accions dutes a terme el setembre de 1960 a Barcelona i a Sabadell donaran sentit al grup, que assolirà la popularitat gràcies a l'acció de pintar en públic a la plaça de Catalunya de Barcelona. L'obra resultat es va exposar en una exposició temporal al Museu Nacional d'Art de Catalunya el 2015.
| «                | El grup Gallot em va afectar molt, em va ferir i em va deixar desorientat perquè ells eren un grup de pintors molt revolucionaris i jo, en canvi, entenia la pintura com una altra cosa. Jo no volia que la meva pintura fos destructiva sinó que volia que fos constructiva. Però això ho vaig descobrir a còpia de temps. | » |
| — Alfons Borrell | |   |

## Exposicions
- GRUP GALLOT. Museu d'Art de Sabadell, del 16 de febrer al 30 d'abril del 1981.
- 1992 - Galeria Nova 3, Sabadell.[2]